# المعهد الأمريكي لمهندسي الكهرباء
المعهد الأمريكي لمهندسين الكهرباء (AIEE) (بالإنجليزية: American Institute of Electrical Engineers)‏، كانت منظمة لمهندسي الكهرباء، مقرها الولايات المتحدة. وكانت موجودة من الفترة 1884 حتى عام 1962. وفي 1 يناير 1963 اندمجت مع معهد مهندسين الراديو (IRE) لتشكيل جمعية مهندسي الكهرباء والإلكترونيات (IEEE).